# 阮玲玉

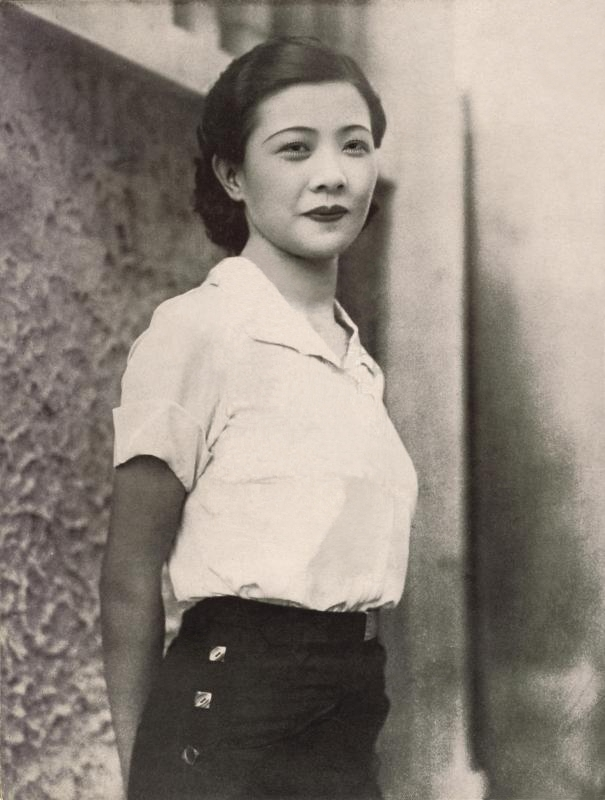
1935年撮影

阮 玲玉（げん れいぎょく、ロアン・リンユィ、1910年4月26日 - 1935年3月8日）は、中国の女優。1930年代の中国無声映画の大スターだった。

## 生涯
本名は阮鳳根、学名は阮玉英。広東省中山県の貧しい家庭に出生。数え年17歳頃、富豪の息子である男性Aに見初められ、同棲する。
生活のため16歳で映画会社のオーディションを受けて合格。明星公司に入社して、1926年に『掛名的夫婦』で主演。
5本の作品に主演した後、1929年に大中華百合影片公司に移籍する。『情欲宝鑑』など6本に主演の後、1930年に聯華影業公司に移り、1930年に金山と共演した孫瑜監督の『故都春夢』で女優の地位を築いた。『野草閑花』で人気が高まり、1932年に『三個摩登女性』『城市之夜』、1933年に『おもちゃ』とヒット作に主演。1934年に『女神』、1935年に蔡楚生監督の『新女性』と左翼映画運動系の進歩的な作品に主演する。
豪商である唐季珊と恋仲になって同棲し、前夫Aとは協議の上で離婚したはずが、契約不履行をAに告訴され1935年3月9に公判が開かれる予定だった。日本では「法廷での暴露を恐れ一切を清算」しようと服毒自殺に至ったと報じられた。直前の7日にはファンと共にダンスに興じるなどし、人生の最後を楽しんでいたという。
遺書には「人言可畏（仮訳：人の言葉は恐ろしい）」と記されていた。中国社会に苦しむ女性のいくつかの典型を演じて、多くの映画観客の支持を得ていただけに、人気女優の突然の自殺は大きな衝撃を与えた。葬儀には数十万ともいわれるほどの人々に見送られて行われた。
1992年のスタンリー・クワン監督による伝記映画『ロアン・リンユィ 阮玲玉』ではマギー・チャンが阮玲玉を演じている。

## 出演映画

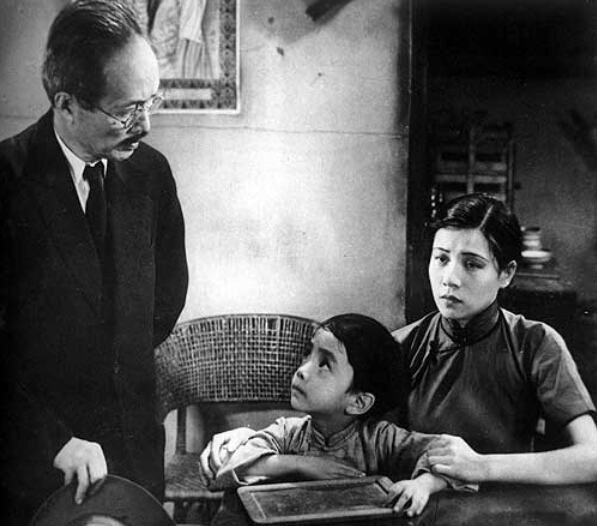
『女神』より

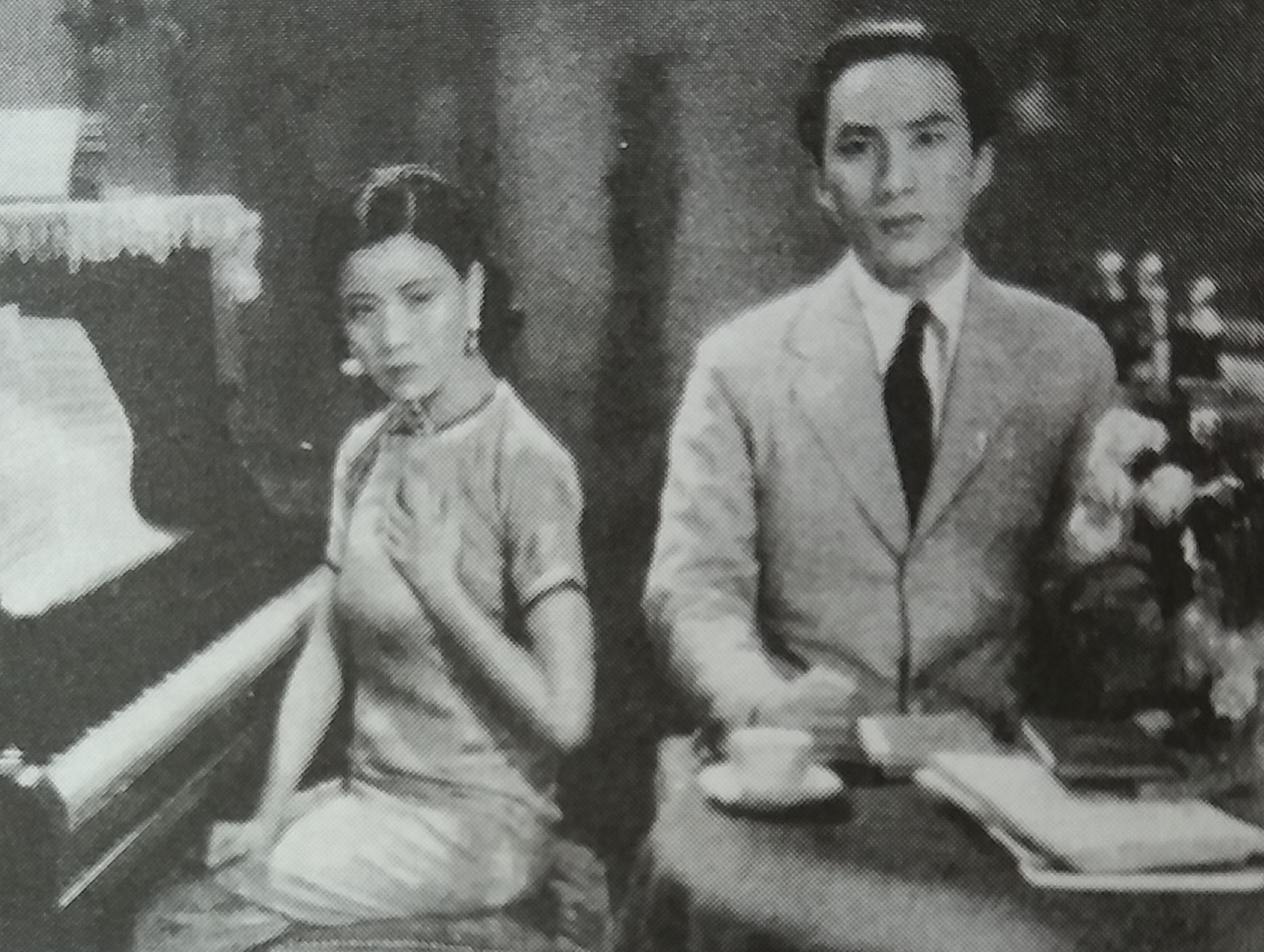
『新女性』より

- 掛名夫妻（1926年）
- 楊小真（1927年）
- 血淚碑（1927年）
- 蔡狀元建造洛陽橋（1928年）
- 白雲塔（1928年）
- 珍珠冠（1929年）
- 情欲宝鑑（1929年）
- 劫後孤鴻（1929年）
- 大破九龍山（1929年）
- 火燒九龍山（1929年）
- 銀幕之花（1929年）
- 婦人心（1929年）
- 故都春夢（1930年）
- 自殺合同（1930年）
- 野草閑花（1930年）
- 恋愛與義務（1931年）
- 一剪梅（英語版）（1931年）
- 桃花泣血記（1931年）
- 玉堂春（1931年）
- 続故都春夢（1932年）
- 三個摩登女性（1933年）
- 城市之夜（1933年）
- おもちゃ　小玩意（1933年）
- 人生（1934年）
- 帰来（1934年）
- 再会吧，上海（1934年）
- 香雪海（1934年）
- 女神　神女（1934年）
- 新女性　新女性（1935年）
- 国風（1935年）